# Bazylika kolegiacka Trójcy Przenajświętszej w Myszyńcu
Bazylika kolegiacka Trójcy Przenajświętszej w Myszyńcu – zabytkowy rzymskokatolicki kościół parafialny z początku XX wieku znajdujący się w Myszyńcu przy ul. Stacha Konwy 12.

## Historia
Kościół został wybudowany w latach 1909–1922 staraniem Komitetu Budowy Murowanego Kościoła, a projekt zatwierdzili w 1907 roku przedstawiciele guberni łomżyńskiej. Poprzedni, drewniany, został rozebrany ostatecznie w 1909 roku. W 1914 roku, jeszcze podczas budowy kościoła, ogień strawił plebanię wraz z dokumentami historycznymi, związanymi z myszyniecką parafią.
W roku 1999 kościół został wyniesiony do godności kolegiaty. W 1981 roku kościół został wpisany do rejestru zabytków ówczesnego województwa ostrołęckiego (nr rej A-467). W 2013 roku papież Franciszek podniósł świątynię do godności bazyliki mniejszej.
Dekretem biskupa łomżyńskiego Janusza Stepnowskiego z 9 lutego 2021 roku bazylika została ustanowiona jednym z 20 kościołów stacyjnych Papieskiego Roku św. Józefa w diecezji łomżyńskiej.

## Architektura i wyposażenie
Jest to neogotycki pięcionawowy kościół halowy wybudowany w latach 1909–1922 według projektu Franciszka Przecławskiego. Rola Adolfa Schimmelpfenniga w powstaniu projektu, który jest wymieniany w niektórych źródłach została później odrzucona. Bazylika jest największym budynkiem sakralnym dekanatu Myszyniec. Należy również do największych tego typu obiektów w diecezji łomżyńskiej. Jego wymiary to: 61 m – długość, 30 m – szerokość, 18 m – wysokość do sklepienia, 50 m – wysokość dwóch wież. Wybudowano go z cegły, jest nieotynkowany i niepodpiwniczony. Bryła budowli jest rozczłonkowana, z transeptem oraz wieloosiową i wielokondygnacyjną fasadą frontową zwieńczoną dwoma wieżami.
W kościele zachowały się stare feretrony i dwa boczne ołtarze z XVIII wieku. Witraże zdobiące okna kościoła zamówione zostały w 1922 roku w Krakowskim Zakładzie Witrażów Oszkleń i Mozaiki S.G. Żeleński, który swoją nazwą nawiązuje do pierwotnego jej właściciela Stanisława Gabriela Żeleńskiego, brata Tadeusza Boya-Żeleńskiego. 

### Organy
Organy wybudował Adolf Homan w 1924 roku. W latach 2010–2011 remont przeprowadził Bernard Termen z Wilna. Instrument posiada pneumatyczną trakturę gry oraz trzy szafy organowe rozmieszczone nad trzema nawami kościoła.
Dyspozycja instrumentu:
| Manuał I             | Manuał II          | Pedał               |
| -------------------- | ------------------ | ------------------- |
| 1. Pryncypał 8`      | 1. Pryncypał 8`    | 1. Pryncypałbas 16` |
| 2. Bourdon 16`       | 2. Amabilis 16`    | 2. Violonbas 16`    |
| 3. Viola di Gamba 8` | 3. Koncert flet 8` | 3. Subbas 16`       |
| 4. Salicionał 8`     | 4. Aeolina 8`      | 4. Oktawbas 8`      |
| 5. Flet niski 8`     | 5. Vox Celestis 8` | 5. Kwinta ton 8`    |
| 6. Dubelt flet 8`    | 6. Violina 8`      | 6. Cello 8`         |
| 7. Rurflet 4`        | 7. Dulcjana 4`     |                     |
| 8. Fugara 4`         | 8. Flet dolce 4`   |                     |
| 9. Oktawa 4`         | 9. Kornet 8` 5 ch  |                     |
| 10. Szarf 4 chór     |                    |                     |

## Otoczenie
Obok świątyni stoi pojezuicka murowana dzwonnica z XVIII wieku, najstarszy murowany budynek w Puszczy Zielonej. Przy wejściu do dzwonnicy znajdują się dwie kuny żelazne (obroże).

## Galeria

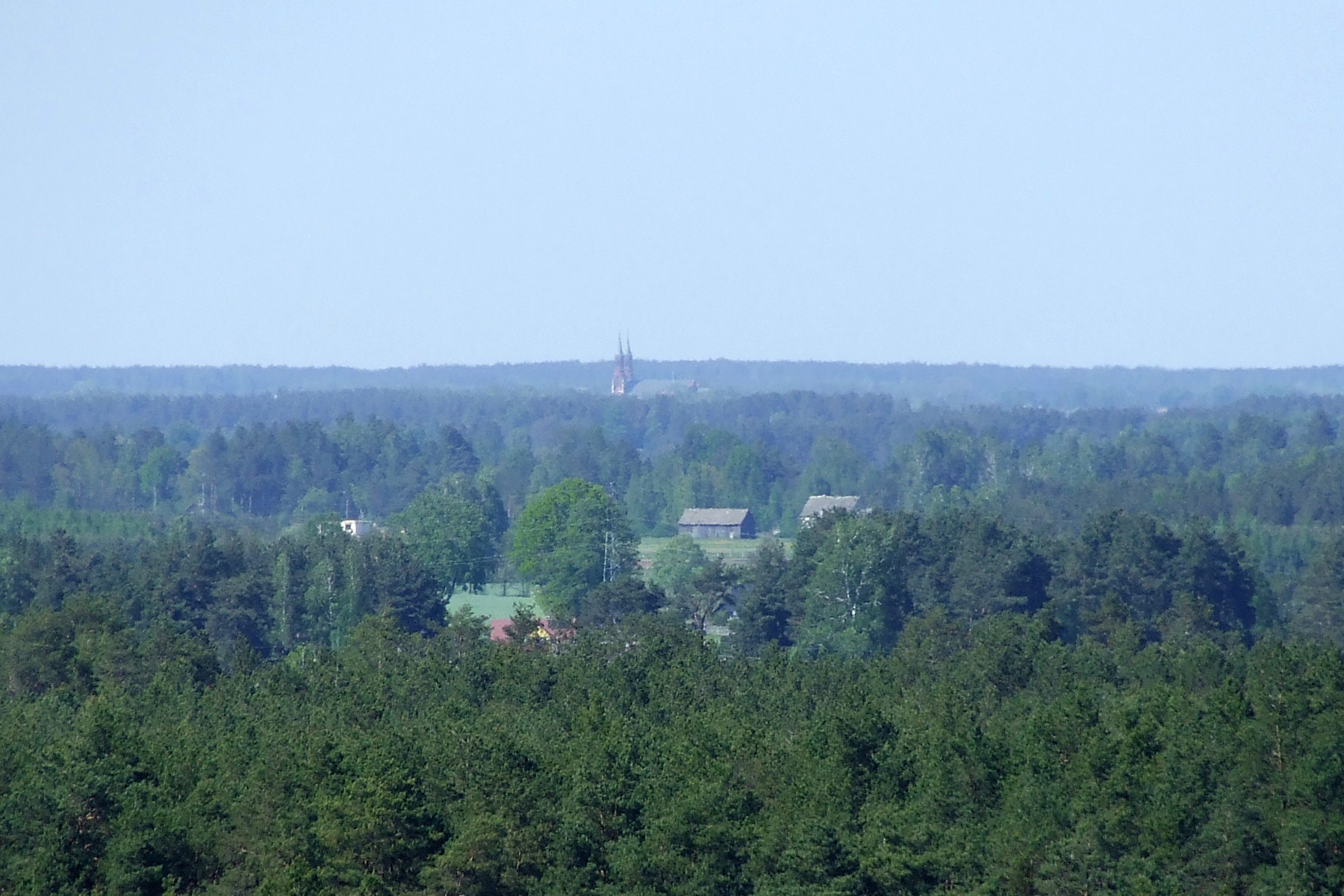
Kościół w Myszyńcu widziany z dostrzegalni przeciwpożarowej w Podgórzu (ok. 12 km)
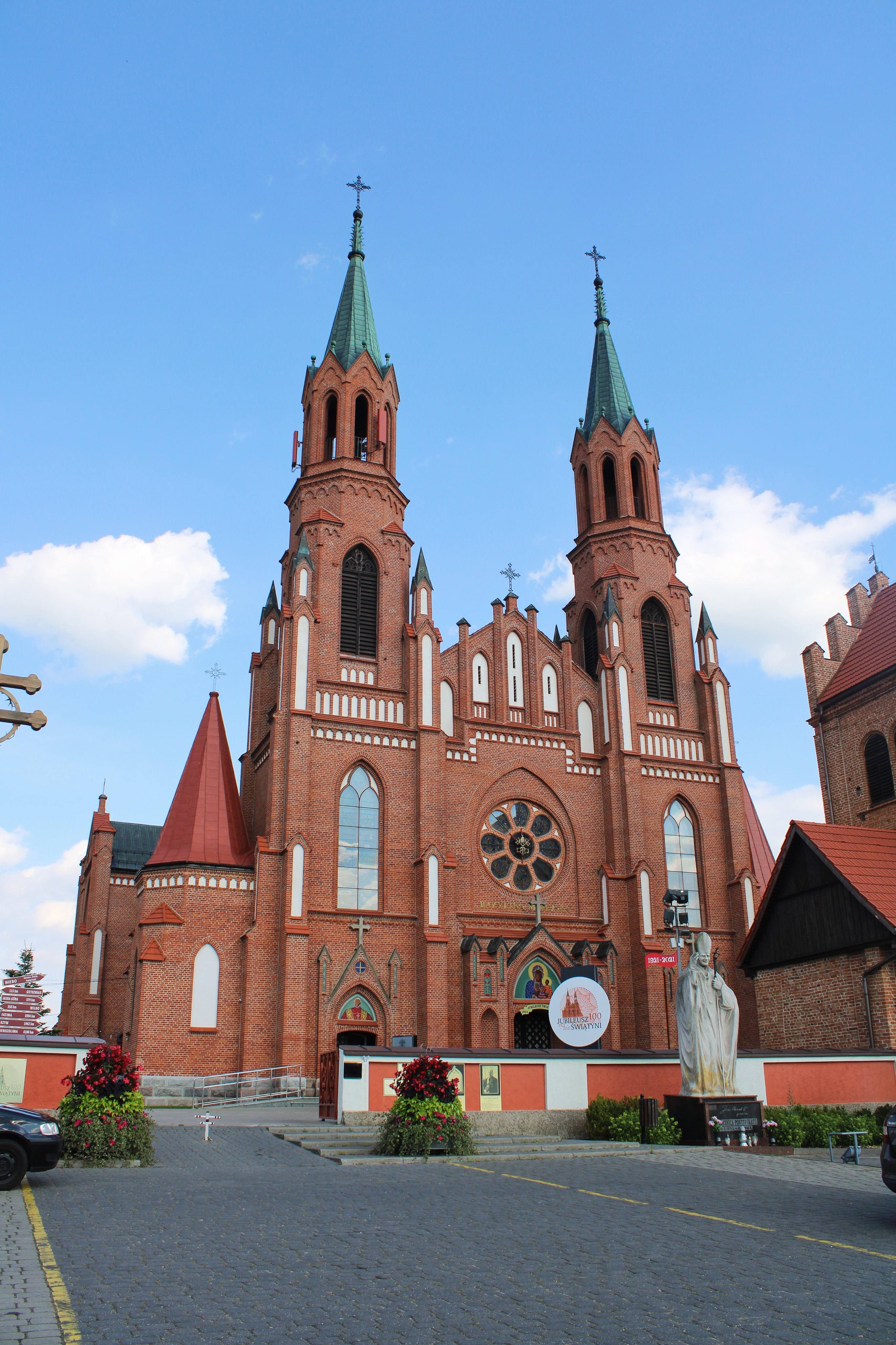
Widok na bazylikę w Myszyńcu od strony ulicy
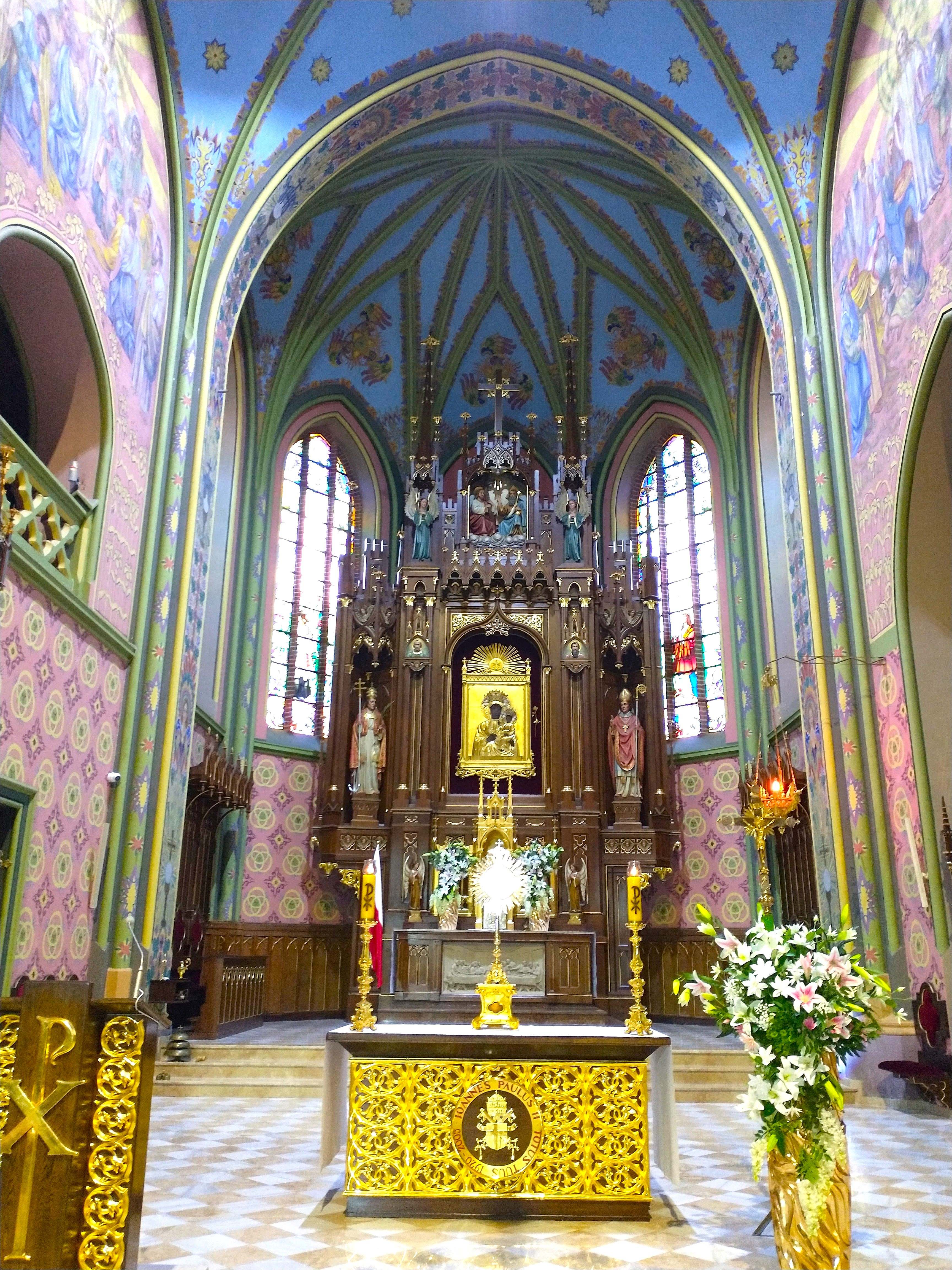
Ołtarz główny
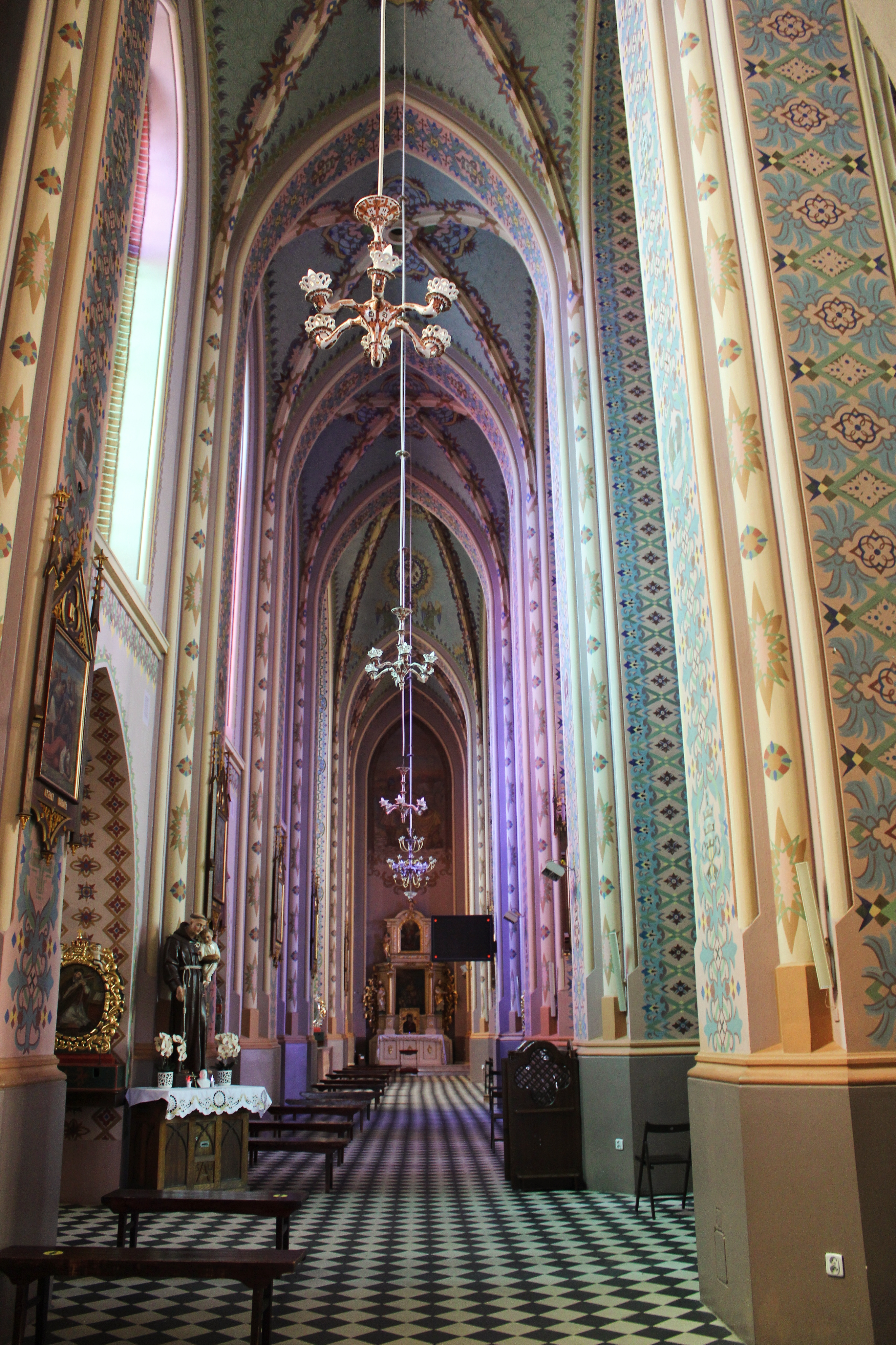
Wnętrze nawy bocznej
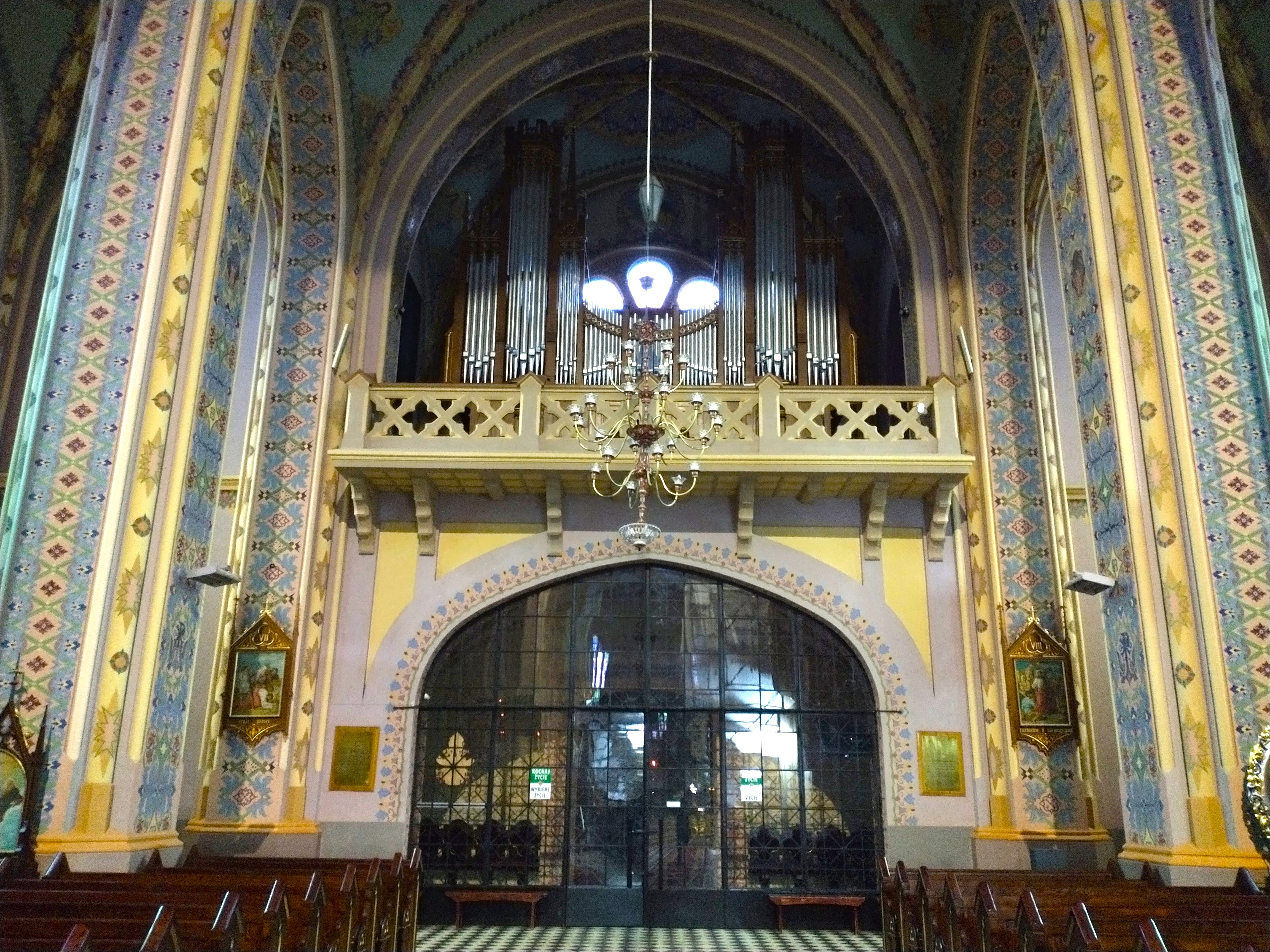
Chór
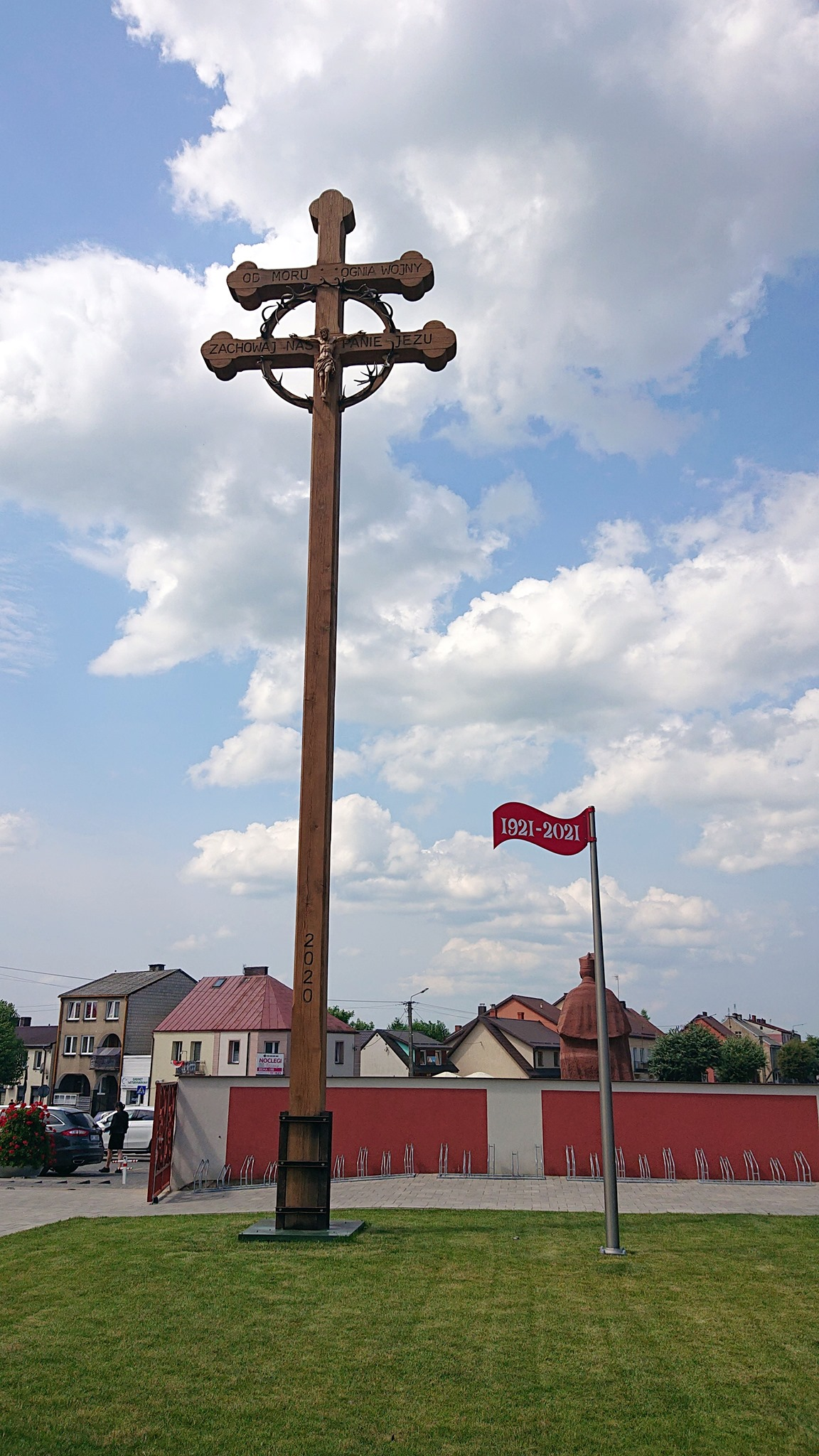
Karawaka przy bazylice
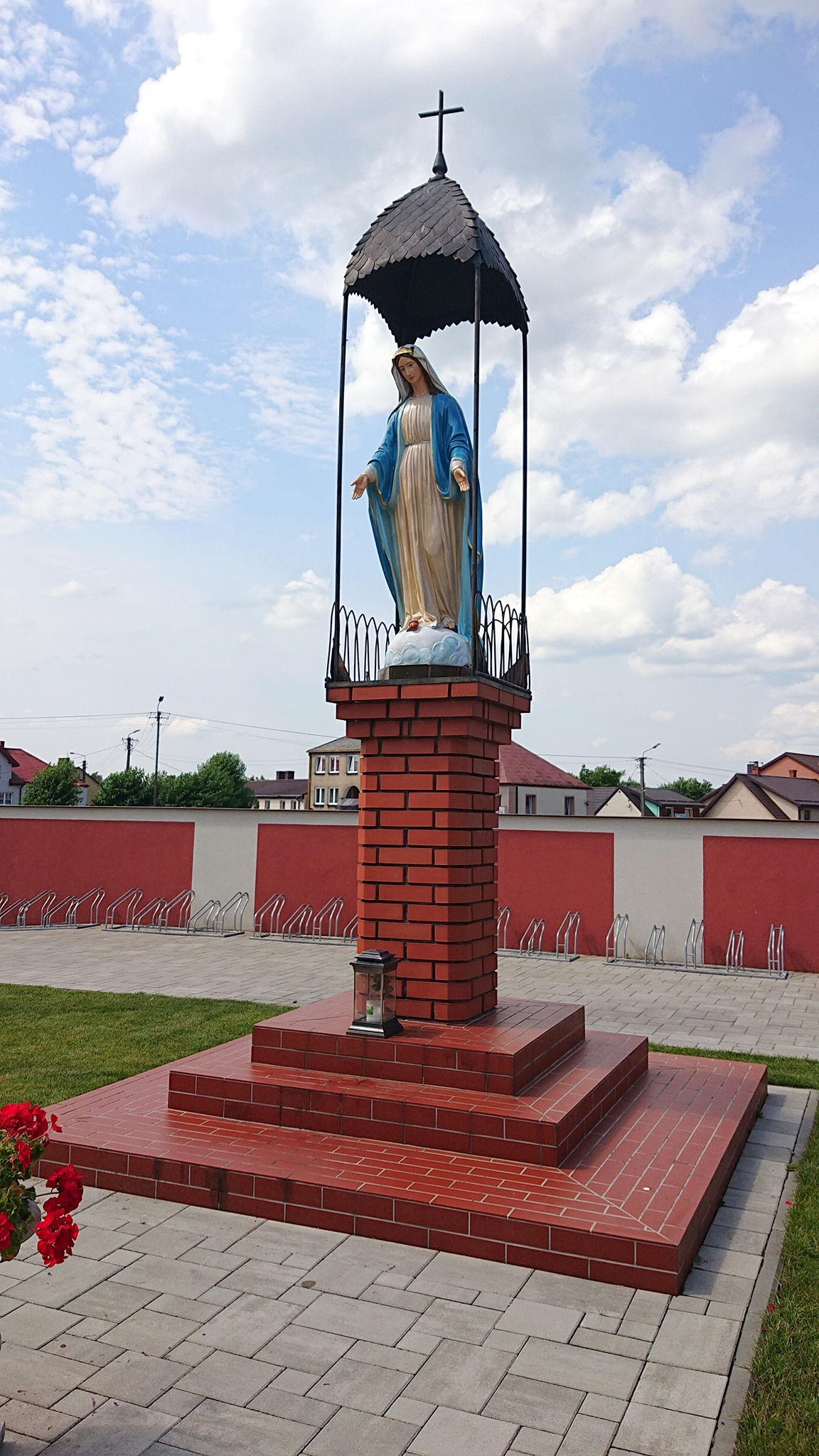
Kapliczka przy bazylice
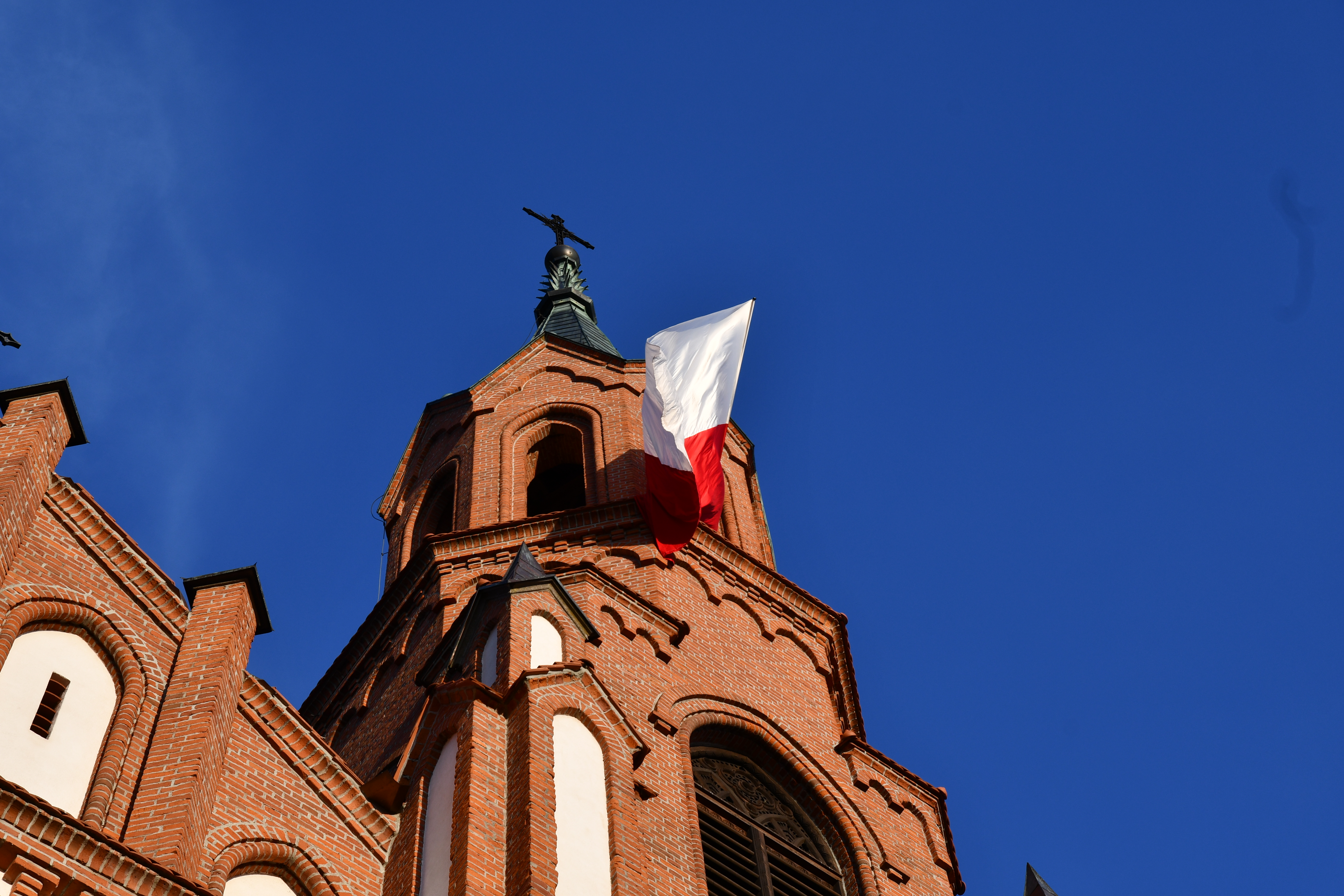
Flaga powiewająca na wieży Bazyliki Mniejszej z okazji świąt majowych
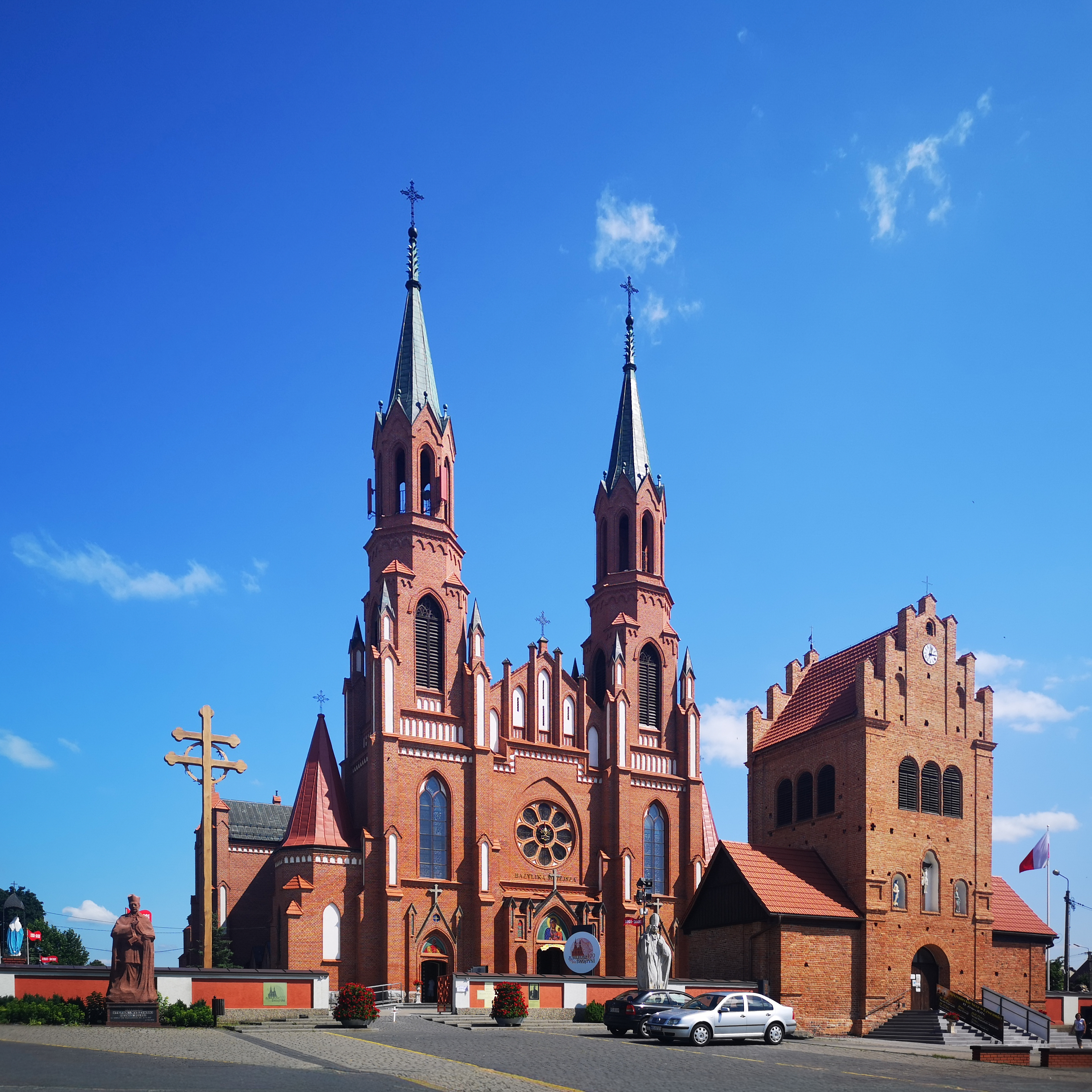
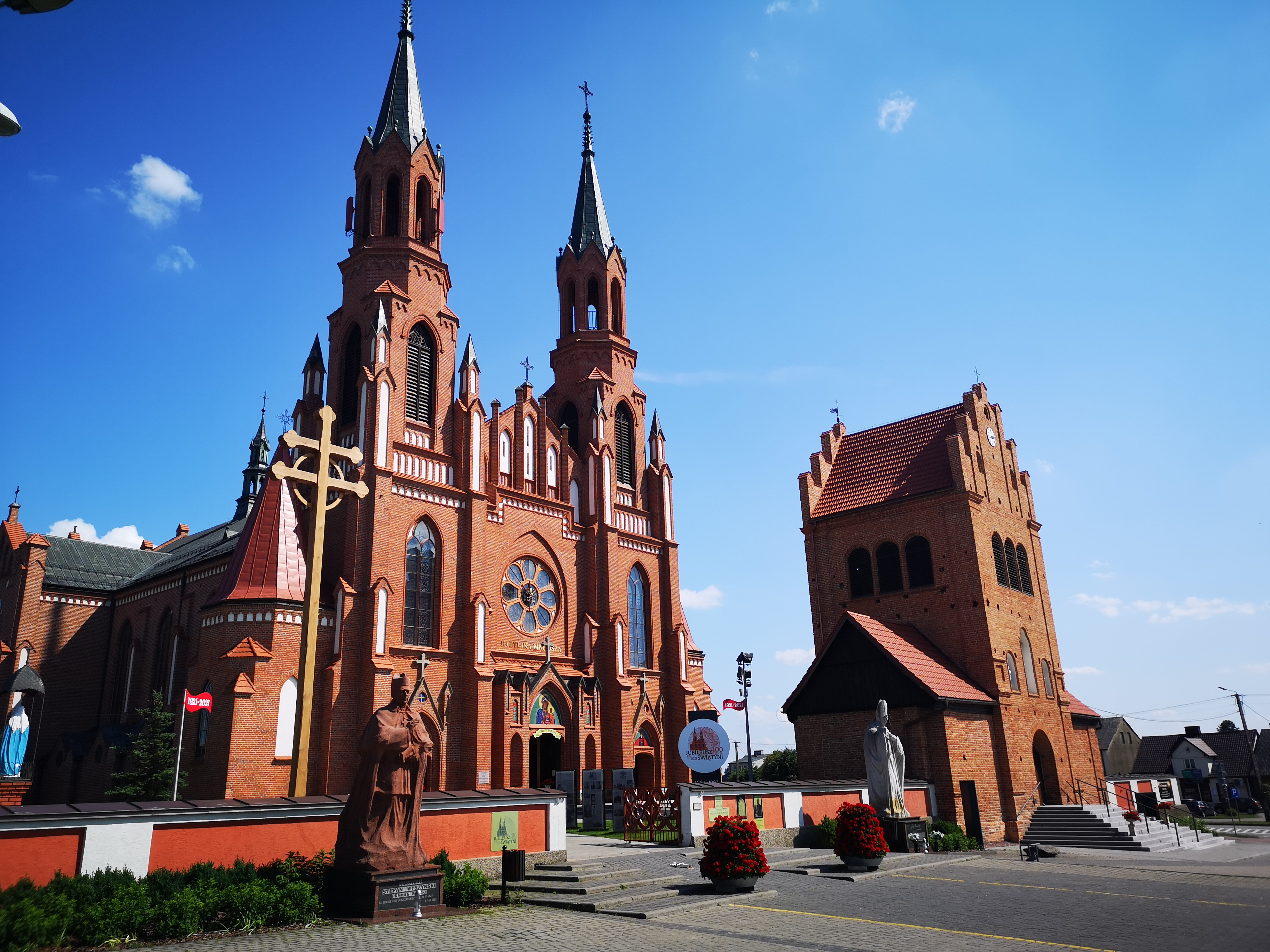
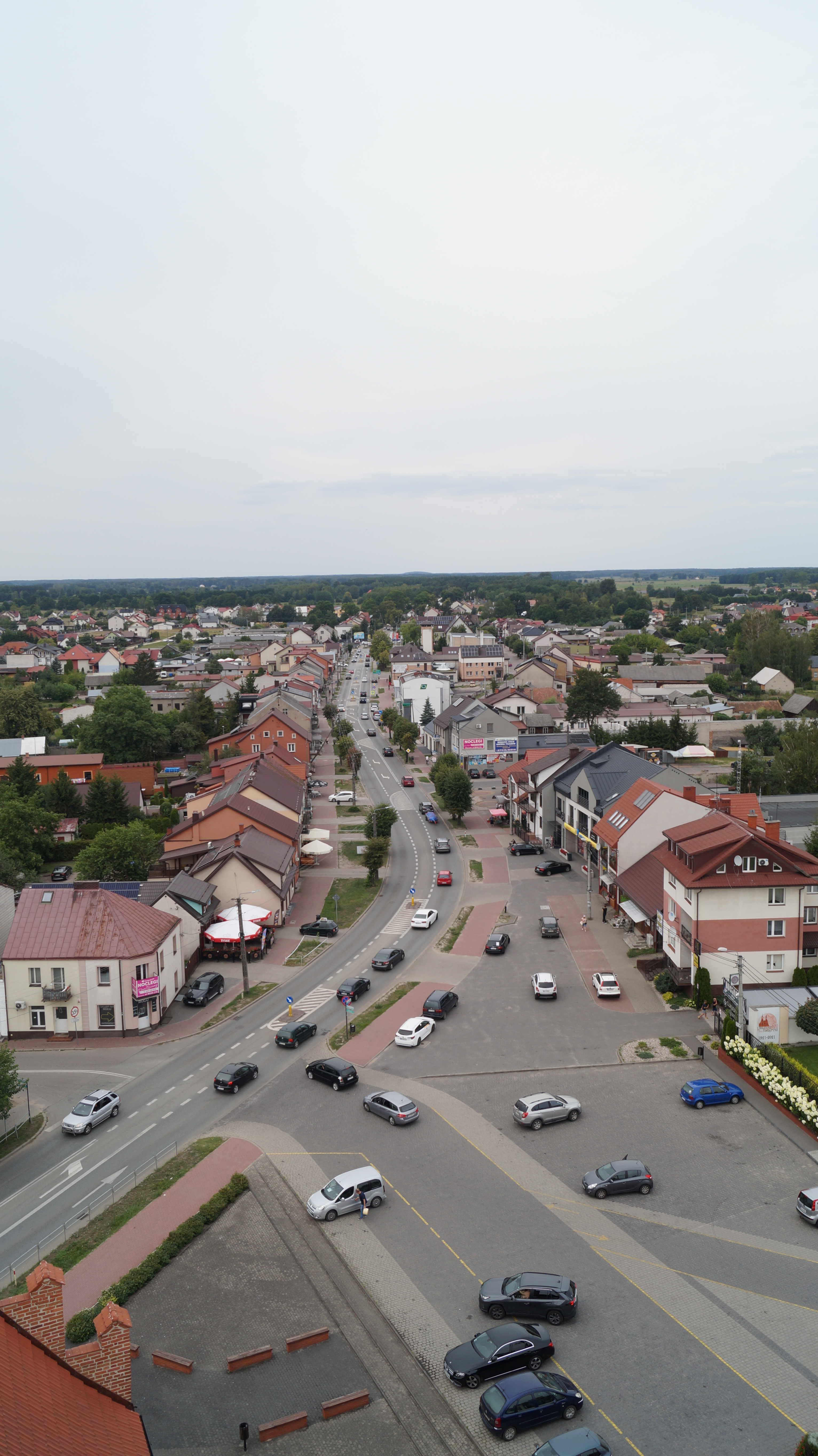
Widok z wieży Bazyliki w Myszyńcu
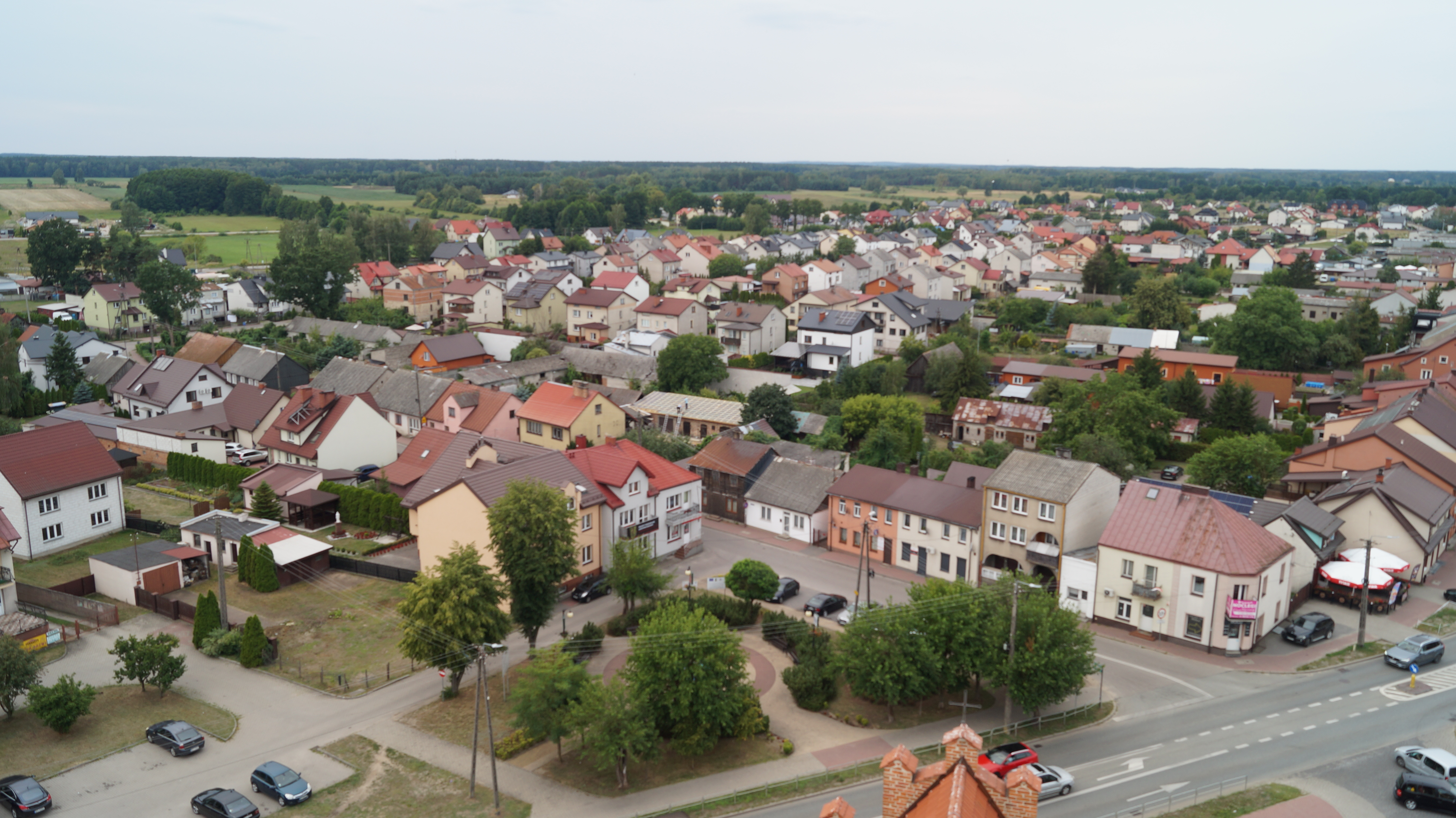
Widok z wieży Bazyliki w Myszyńcu
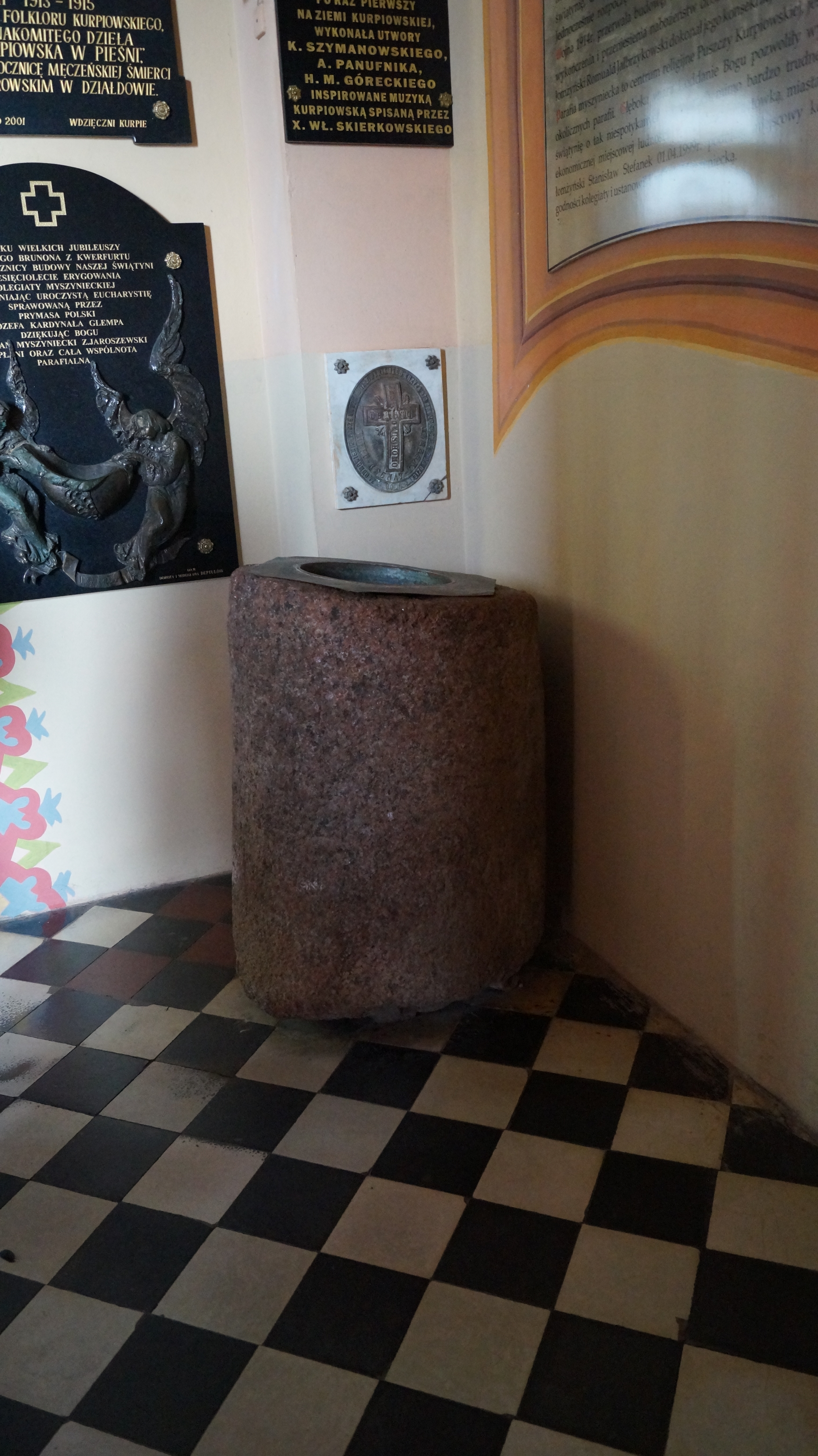
Chrzcielnica
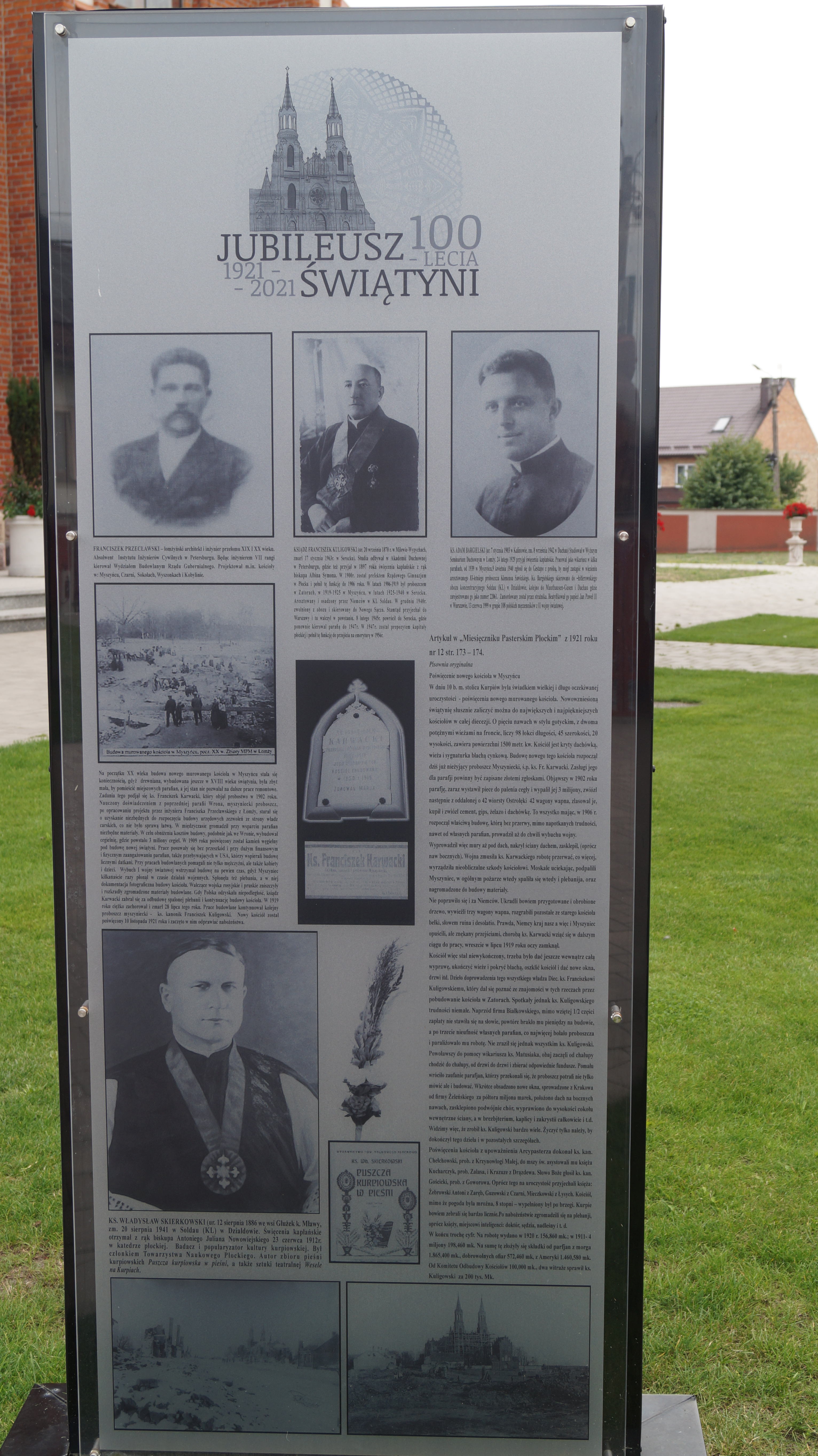
Tablica informacyjna przed Bazyliką

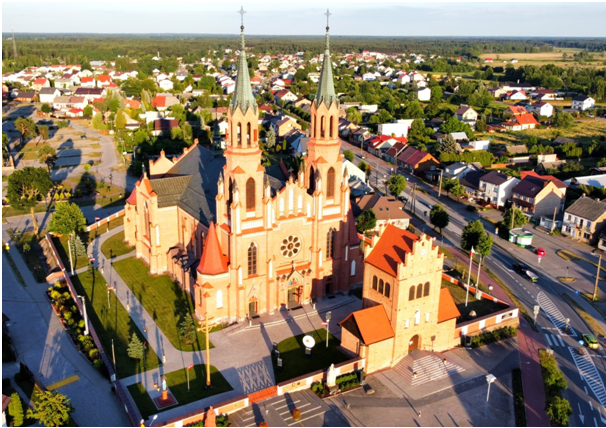
Zdjęcie zostało wykonane w 2020 r. na potrzebę publikacji w książce "Nazwiska mieszkańców parafii w Myszyńcu" autorstwa Mileny Nalewajk